# بوردوویتسه
بوردوویتسه (به چکی: Bordovice) یک منطقهٔ مسکونی در جمهوری چک است که در ناحیه نووی ییتشین واقع شده‌است. بوردوویتسه ۶٫۲۹ کیلومتر مربع مساحت و ۵۷۶ نفر جمعیت دارد و ۳۹۰ متر بالاتر از سطح دریا واقع شده‌است.